# Beloesthes megabasoides
Beloesthes megabasoides är en skalbaggsart som beskrevs av Thomson 1864. Beloesthes megabasoides ingår i släktet Beloesthes och familjen långhorningar.
Artens utbredningsområde är Venezuela. Inga underarter finns listade.